# Chima Okorie
Chima Ephraim Okorie (født 8. oktober 1968) er en tidligere fodboldspiller fra Nigeria.
I Danmark spillede han for Ikast FS og Viborg FF fra 1995 til 1997. Det blev til 12 kampe i den danske liga..